# Sultan Mirsajew
Sultan Mirsajew (russisch Султан Мирзаев; wiss. Transliteration Sultan Mirzaev; auch: Sultan Mirzayev; geb. 1964) ist der stellvertretende Vorsitzende des Obersten Religiösen Rates der Kaukasusvölker und er war Vorsteher der Geistlichen Verwaltung der Muslime der Republik Tschetschenien und damit Mufti von Tschetschenien und das religiöse Oberhaupt der Tschetschenen. Der Amtssitz des Muftiats befindet sich an der Achmat-Kadyrow-Moschee.

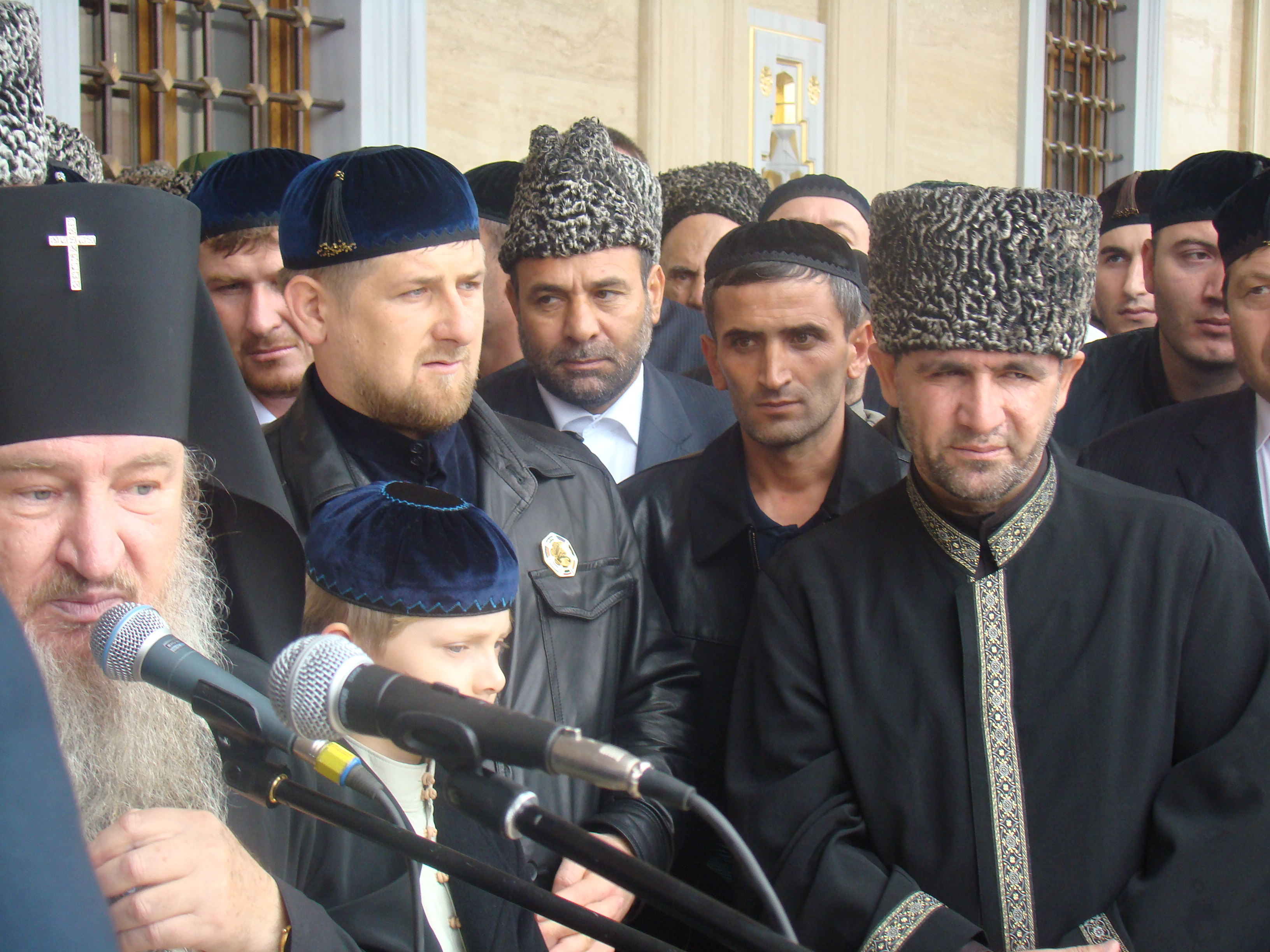
Der Bischof von Stawropol und Wladikawkas Feofan, Präsident Ramsan Kadyrow und Mufti Sultan Mirsajew bei der Eröffnung der Achmat-Kadyrow-Moschee in der tschetschenischen Hauptstadt Grosny (2008).

Er ist Absolvent der Fakultät für Bauingenieurwesen des Grozny Petroleum Institute und der Islamischen Universität Dagestan in der dagestanischen Hauptstadt Machatschkala. Er spricht Arabisch und Türkisch.

Die Aufgabenteilung mit dem tschetschenischen Präsidenten wurde folgendermaßen beschrieben: 

„Während Präsident Ramsan Kadyrow für den Aufbau der Infrastruktur und Ruhe auf den Straßen sorgt, ist Mufti Mirsajew für die »geistig-moralische Wiedergeburt der Tschetschenischen Republik« zuständig.“

Für seine wichtigste Aufgabe im Amt des geistigen Führers hält er „den ideologischen Kampf gegen die Verbreitung des Wahhabismus in Tschetschenien zu führen und aktiv den traditionellen Islam zu propagieren“.
Ramsan Kadyrow hatte nach dem Tod seines Vaters, des Muftis und Präsidenten Achmat Kadyrow, der am 9. Mai 2004 bei einem Bombenanschlag in Grosny getötet wurde, die Wahl des neuen Muftis initiiert.
1999 wurde er auf Vorschlag des damaligen Muftis Tschetscheniens, Achmat Kadyrow, zum Vorsitzenden des Obersten Scharia-Gerichtes von Itschkerien ernannt.
Seit Jahr 2006 betreibt er islamrf.ru zufolge  Studien in der Abteilung für staatlich-kirchliche Beziehungen der Russischen Akademie für öffentliche Verwaltung beim Präsidenten der Russischen Föderation.
2014 legte er sein Mufti-Amt aus gesundheitlichen Gründen nieder, zu seinem geschäftsführenden Nachfolger wurde zunächst sein Stellvertreter Magomed Hiytanaev (Магомед Хийтанаев) ernannt. Später wurde Salach Meschijew Mufti.